# Dansk Folkemuseum
Dansk Folkemuseum blev grundlagt i sommeren 1879, da Industriforeningen og Foreningen Fremtiden afholdt en udstilling af fortidens kunsthåndværk. På denne var – efter direktør Bernhard Olsens forslag til kammerherre Jens Jacob Asmussen Worsaae – ordnet en særlig afdeling for landbostanden i det daværende Danmark og de gammeldanske lande, som Bernhard Olsen havde fået ideen til ved synet af Nordiska Museets samling af svenske almuesager på verdensudstillingen i Paris 1878. Der anvendtes her en ny museumsordning, interiørsystemet, der genskabte selve fortidsrummene, så at genstandene fik den plads, de oprindelig havde haft i livet.
Dette forarbejde til et museum blev et grundlag for fremtidige arbejder, og tre mænd trådte sammen for at lede disse: Kammerherre Worsaae, redaktør Vilhelm Topsøe og direktør Bernhard
Olsen. Efter Topsøes død 1881 trådte daværende professor C. Goos i hans sted, og samme år. stiftedes en udvidet komité. 1879-1885 blev der foretaget omfattende indsamlingsarbejder, ledede af Bernhard Olsen, der ikke mindst hos landbostanden og lærerstanden fandt udmærket støtte. Staten bevilgede for finansåret 1882-1883 det første årlige tilskud på 10.000 kroner.
8. august 1885 åbnedes museet for offentligheden med adresse på Vesterbrogade. Museets hovedbestanddel var en række interiører fra borgers og bondes hjem i 1600-tallet og 1700-tallet, nemlig to borgerlige panelstuer fra Aalborg fra Christian 4.s tid og seks bondestuer fra 1700-tallet fra Sjælland, Amager, Samsø og Skåne. Desuden rummede museet store samlinger og serier af enkeltgenstande (husflidsarbejder, porcelæn, fajancer, tekstil osv.) og udgjorde således en direkte fortsættelse af Nationalmuseets historiske samlinger. Ifølge sagens natur var det navnlig denne sidste del af museet, der i årenes løb havde størst tilvækst. Fra Nationalmuseet blev der afgivet anselige samlinger, især af islandske sager, og en stor indsamling af håndværkslavenes gamle sager fandt sted (med offentlig støtte) 1887-1888. Adskillige privatsamlinger indlemmedes efterhånden i museet, og også ved gaver voksede dettes bestand stærkt, hvorved pladsmangelen i Lokalerne blev mere og mere følelig.
Også fra anden side set havde en udvidelse af museets plan længe været ønskelig. Det havde længe stået dets stifter klart, at skridtet først var gjort fuldtud, når man ikke nøjedes med at genfremstille de enkelte stuer, men flyttede og genopstillede en række af de vigtigste gård- og hustyper fra fortidens Danmark, hvorved et særligt hensyn var at tage til Sønderjylland og Skåne. 1896 erhvervedes en af fyrrestammer bygget rygåsstue fra Halland og et lofthus (sædbod) fra Åbro i Småland, der opstilledes i et hjørne af Rosenborg Have. Planen om at skabe et bygningsmuseum på dette sted fandt imidlertid ikke tilstrækkelig støtte, og man så sig da om efter en ny plads til et sådant, uden for hovedstaden. En sådan fandt man 1899 ved Folevad, umiddelbart nord for Sorgenfri Park ved Lyngby, lige ved Dansk Landbrugsmuseum (der nu har til huse på Gammel Estrup på Djursland), høj- og landbrugsskole samt forsøgsstation for plantekultur (nuværende Forskningscenter Sorgenfri). Ved ekstraordinært statstilskud og en gave fra grosserer Johan Serdin Hansen sattes museet i stand til at udvide sine planer, og 24. juni 1901 åbnedes dets ny bygningsafdeling, Frilandsmuseet ved Folevad.
Dansk Folkemuseums forhold til de ældre samlinger, navnlig Nationalmuseet, blev reguleret ved ministerielle cirkulærer, ifølge hvilke tidsgrænsen mellem de to museer blev sat til 1660, og folkemuseet blev regnet for Nationalmuseets yngste afdeling. Museet styredes fremdeles af direktør
Bernhard Olsen i Forbindelse med en komité, hvis formand var gehejmekonferensråd Goos.
Dansk Folkemuseum indlemmedes i sommeren 1920 i Nationalmuseet som dettes 3. afdeling; samtidig trak direktør Bernhard Olsen sig tilbage fra ledelsen, og den komite, der sammen med Olsen havde styret museet og hvor Goos og senere forhenværende minister J.G. Christensen havde været formand, opløste sig.
Museet blev i sine trange og brandfarlige lokaler i "Panoptikonbygningen" (Vesterbrogade 5) indtil 1926, da der i en tilgrænsende restauration udbrød en ildebrand, som nær kunne have lagt museet i aske. Brandfaren var herved blevet så indlysende, at der på ministeriets initiativ indrettedes nye og brandsikre lokaler til museet på Kunstindustrimuseets loft i Bredgade, hvor en man dog ikke havde plads til store dele af museets samlinger, bl.a. måtte museets interiører opmaganiseres andetsteds. Fra 1934 har det haft til huse i Prinsens Palæ.
I 1941 blev Frilandsmuseet og Dansk Folkemuseum delt i to selvstændige samlinger. Folkemuseet udgør nu Danmarks Nyere Tid på Nationalmuseet.